# Meta (revue)
Pour les articles homonymes, voir Méta.
Meta est une  revue savante canadienne de traductologie. Fondée en 1955 par l’Association canadienne des Traducteurs diplômés, il s'agit de la plus ancienne revue de traductologie au monde. Elle est publiée à partir du Département de linguistique et de traduction de l'Université de Montréal.  Parmi ses directeurs, on compte les professeurs Jean-Paul Vinay, André Clas, Sylvie Vandaele, Hélène Buzelin et Georges Bastin.
Selon son site web, Meta publie des articles dans de nombreux domaines connexes à l'enseignement universitaire de la traduction, dont les théories de la traduction, l'histoire de la traduction, la traduction littéraire, la traduction spécialisée, la traductique, la traduction automatique, la traduction assistée par ordinateur, les outils d’aide à la traduction), les aspects cognitifs de la traduction, le processus de traduction, la pédagogie, la terminographie, la terminotique, l'interprétation simultanée, l'interprétation de conférence, l'interprétation communautaire, la linguistique contrastive, la linguistique appliquée à la traduction, etc. 